# 17 juin média
17 juin Média est une société de production audiovisuelle et une agence de presse française créée en septembre 1992. En mars 2015, 17 juin média est racheté par le groupe Newen.

## Historique
Christian Gerin crée en 1992 l'agence de presse audiovisuelle 17 juin Média. Au sein de cette nouvelle structure, il conçoit et produit des magazines, documentaires et reportages empreints d'une forte culture journalistique ou scientifique. Il développe 17 juin Média autour des axes qui ont fait historiquement le succès du groupe tout en étant attentif aux opportunités de rapprochement dans les secteurs innovants.
En 2002, le journaliste de France 2 Benoît Thévenet rejoint 17 juin Média en qualité de rédacteur en chef au Magazine de la Santé, puis responsable des programmes santé de 17 juin Média. En 2009, Christian Gerin est à l'initiative du lancement du site internet allodocteurs.fr. 
En 2015, Christian Gerin cède la majorité du capital de 17 juin au groupe Newen (devenu Studio TFI). À partir de 2018, il se consacre essentiellement à la fiction, laissant la direction de la société à Benoît Thévenet.

## Productions
Au fil des années, 17 juin Média a développé un pôle santé avec la production :
- de magazines (le Magazine de la santé, Allô docteurs) depuis 2007 sur France 5.
- de docu-fictions L’Odyssée de l’Espèce (2003), l’Odyssée de la vie (2005)[3], l’Odyssée de l’amour (2008) avec Transparences Production, France 2 et France 3.
- de documentaires incarnés (Les Pouvoirs extraordinaires du corps humain, depuis 2012 avec Éléphant & Cie ; Aventures de médecine, 2012-2017) sur France 2.
- de documentaires d’investigation (Enquête de Santé, depuis 2008) – France 5.
- de contenu éditorial pour le site internet santé allodocteurs.africa depuis le 1er janvier 2020.
- de talk show : Ça ne sortira pas d’ici, France 2.

L'Agence 17 juin Média est également présente sur le terrain des faits divers/police/justice avec des productions comme Faites entrer l'accusé (sur France 2 puis sur RMC Story à partir de 2020) et Mémoire du Crime depuis 2015 sur Planète +.

## Prises de positions en éthique médicale
En 2020, Michel Cymes et S. Deo, publient dans Éthique, médecine et politiques publiques, avec l'affiliation professionnelle de 17 juin, avec l'anthropologue Philippe Charlier, une proposition tendant à modifier le nom du syndrome d'Asperger en syndrome de Wing dans la mesure où Hans Asperger avait participé sous l'égide du régime nazi au programme eugéniste d'élimination des enfants anormaux. De même, ils proposent de remplacer le nom de la lèpre, associé selon eux à la relégation sociale et au colonialisme, par celui de maladie de Hansen.